# Principat de Gedi
Gedi fou un petit estat tributari de la divisió o prant de Jhalawar a Kathiawar, a la presidència de Bombai.
Estava format per dos pobles, amb dos tributaris separats. Estava situat a 15 km de l'estació ferroviària de Limbdi. La població el 1881 era de 901 habitants. Els ingressos s'estimaven el 1881 en 428 lliures de les quals 120 eren pagades com a tribut al govern britànic i 13 al nawab de Junagarh.